# Bešište
Bešište är en ort i Nordmakedonien. Den ligger i kommunen Prilep, i den södra delen av landet, 100 kilometer söder om huvudstaden Skopje. Bešište ligger 920 meter över havet och antalet invånare är 238.